# Mary Margaret Kaye
Pour les articles homonymes, voir Kaye.
Œuvres principales
- Pavillons lointains (1978)

Mary Margaret Kaye, née à 21 août 1908 à Shimla en Inde et décédée le 29 janvier 2004 à Lavenham, Suffolk en Angleterre à l'âge de 95 ans, est une écrivaine britannique de roman policier, de littérature d'enfance et de jeunesse et de roman historique. Elle est l'auteure du célèbre roman Pavillons lointains, publié en 1978.

## Biographie
Fille de famille de militaires ayant servi l'Empire britannique aux Indes, elle passe une partie de son enfance dans cette colonie. Elle fait ses études en Angleterre, puis épouse un officier et retourne aux Indes pour accompagner son mari dans les différentes villes où sa garnison est en poste.
Kaye amorce sa carrière littéraire en publiant des romans pour enfants puis, dans les années 1950, une série de romans policiers exotiques, dont plusieurs sont traduits en France dans la collection Le Masque : La mort plane (Death walked in Cyprus), Le Disque brisé (Later than you think), Kivulimi, la maison de l'ombre (The House of Shade). En 1956, elle aborde le roman historique avec Shadow of the Moon, un récit se déroulant aux Indes pendant la révolte des Cipayes. En 1963 paraît Trade Wind, situé à Zanzibar au XIXe siècle. Suit la grande fresque historique de Pavillons lointains, best-seller mondial.
À la fin de sa vie, elle révise une grande partie de ses romans précédemment publiés et rédige une vaste autobiographie.

## Œuvre

### Romans

#### Romans historiques
- Shadow of the Moon (1957), version révisée en 1979 Publié en français sous le titre L'Ombre de la lune, Paris, Presses de la Cité, 1957 Publication en français de la version révisée sous le titre L'Ombre de la lune, Paris, Albin Michel, 1985 ; réédition, Paris France-Loisirs, 1985 ;  réédition, Paris, J'ai lu tome 1 no 2155, tome 2 no 2156, 1987 ; réédition, Paris, Éditions de la Seine, coll. Succès du livre, 1991
- Trade Wind (1963), version révisée en 1981. Publié en français sous le titre Mousson et bois d'ébène, Paris, Presses de la Cité, 1964 Publication en français de la version révisée sous le titre Zanzibar, Paris, Albin Michel, 1982 ; réédition, Paris France-Loisirs, 1983 ;  réédition, Paris, J'ai lu, tome 1 no 1551, tome 2 no 1552, 1983 ; réédition, Paris, Profrance, coll. Cercle Maxi livres, 1993 ; réédition, Paris, Éditions de la Seine, coll. Succès du livre, 1991
- The Far Pavilions (1978) Publié en français sous le titre Pavillons lointains, Paris, Albin Michel, 1980 ; réédition, Paris, J'ai lu no 1307-1308, 1982 ; réédition, Paris, G.P. Rouge et or, coll. Super-Bibliothèque, 1983 ; réédition, Paris, Éditions de la Seine, coll. Succès du livre, 1988 ; réédition, Paris, France-Loisirs, 2004 ; réédition, Paris, LGF, Le Livre de poche, no 32189, 2011

#### Romans policiers
- Death Walked in Kashmir (1953), roman révisé et publié sous le titre Death in Kashmir en 1984. Publication en français de la version révisée sous le titre Mort au Cachemire, Paris, Albin Michel, 1987 ; réédition, Paris France-Loisirs, 1987 ;  réédition, Paris, J'ai lu no 2508, 1988 ; réédition, Paris, Profrance, coll. Cercle Maxi livres, 1993
- Death Walked in Berlin (1955), roman révisé et publié sous le titre Death in Berlin en 1985. Publication en français de la version révisée sous le titre Mort à Berlin, Paris, Albin Michel, 1987 ; réédition, Paris, J'ai lu no 2809, 1990
- Death Walked in Cyprus (1956), roman révisé et publié sous le titre Death in Cyprus en 1984. Publié en français sous le titre La mort plane, Paris, Librairie des Champs-Élysées, coll. Le Masque no 600, 1957 ; réédition, Paris, Librairie des Champs-Élysées, coll. Le Club des Masques no 171, 1973 Publication en français de la version révisée sous le titre Mort à Chypre, Paris, Albin Michel, 1987 ; réédition, Paris France-Loisirs, 1988 ; réédition, Paris, J'ai lu no 2965, 1991 ; réédition, Paris, Profrance, coll. Cercle Maxi livres, 1992
- Later Than You Think (1958) ou It's Later Than You Think (1960), romans révisé et publié sous le titre Death in Kenya en 1983. Publié en français sous le titre Le Disque brisé, Paris, Librairie des Champs-Élysées, coll. Le Masque no 679, 1960
- The House of Shade (1959), roman révisé et publié sous le titre Death in Zanzibar en 1983. Publié en français sous le titre Kivulimi, la maison de l'ombre, Paris, Librairie des Champs-Élysées, coll. Le Masque no 693, 1960
- Night on the Island (1960), roman révisé et publié sous le titre Death in the Andamans en 1985. Publication en français de la version révisée sous le titre Mort aux îles Andamans, Paris, Albin Michel, 1989 ; réédition, Paris, Éditions de la Seine, coll. Succès du livre, 1998

#### Autres romans
- Six Bars at Seven (1940)
- Strange Island (1944)
- Wound of Spring (1961)

### Littérature d'enfance et de jeunesse publiée sous le pseudonyme Mollie Kaye
- Potter Pinner Meadow (1937)
- Black Bramble Wood (1938)
- Willow Witches Brook (1944)
- Gold Gorse Common (1945)
- The Ordinary Princess (1980)
- Thistledown (1981)

### Autobiographie
- The Sun In The Morning (1990)
- Golden Afternoon (1997)
- Enchanted Evening (1999)

## Sources
- Jacques Baudou et Jean-Jacques Schleret, Le Vrai Visage du Masque, vol. 1, Paris, Futuropolis, 1984, 476 p. (OCLC 311506692), p. 261-262.